# Mietków (przystanek kolejowy)
Mietków – przystanek osobowy w Mietkowie, w województwie dolnośląskim, w Polsce. Przed przystankiem rosną forsycje.

## Ruch pasażerski
| Rok  | Wymiana pasażerska na dobę |
| ---- | -------------------------- |
| 2017 | 300-499                    |
| 2022 | 300-499                    |

## Historia powstania
W związku z budową zbiornika wodnego w Mietkowie, konieczne stało się przesunięcie całej linii kolejowej Wrocław – Zgorzelec nieco na północ od pierwotnej lokalizacji. Dotychczasową stację, wraz z istniejącą infrastrukturą kolejową przekształcono w posterunek zdawczo-odbiorczy kruszywa, wydobywanego z dna jeziora.